# Бусани (селище)
Бусани (рос. Бусани) — селище Баунтовського евенкійського району, Бурятії Росії. Входить до складу Сільського поселення Уакітське.
Населення — 35 осіб (2015 рік).